# えびの高原温泉
えびの高原温泉（えびのこうげんおんせん）は、 宮崎県えびの市末永にある温泉。九州で最も標高の高いところにあり、かつ最も野趣あふれる温泉の一つである。

## 泉質

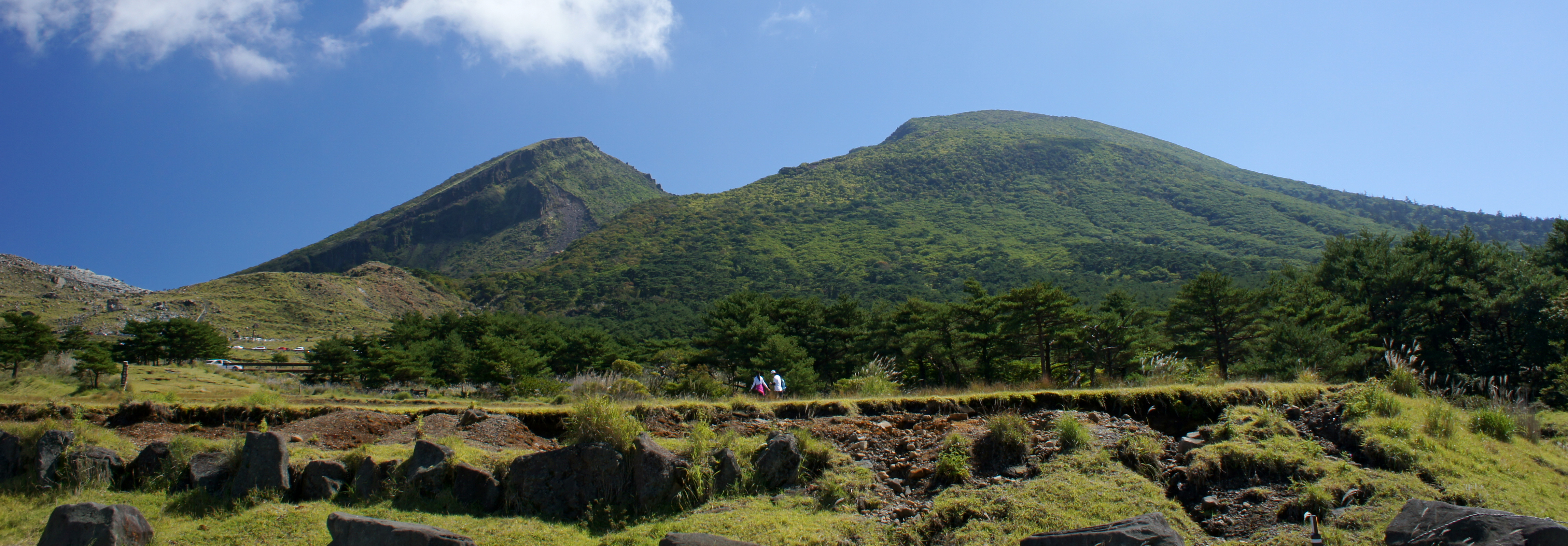
えびの高原

- 炭酸水素塩温泉[2]
- 源泉43.2度

## 効能
神経痛、運動器障害、慢性婦人病、リュウマチ、創傷慢性湿疹及び角化症など。

## 温泉地
白鳥山、えびの岳、韓国岳と三つの山に囲まれた標高1,200ｍに位置するえびの高原にある。春から夏には草花が咲き乱れ新緑が、秋は高原一帯がえび色のススキと紅葉が美しく、四季折々に季節感を堪能できる。えびの高原温泉の代名詞ともなっていた「えびの市営露天風呂」は九州で最も標高の高いところにある温泉として知られていたが、元は52℃あった湯温が2005年7月頃から下がり、2005年9月の台風14号以降には源泉温度が28℃まで低下したため、2005年10月11日から臨時休業中していたものの、その後専門家らの調査によっても湯温低下の原因が解明されず、再開の見通しが立たないことから2006年4月休止となった。